# Daviesia dielsii
Daviesia dielsii är en ärtväxtart som beskrevs av Ernst Georg Pritzel. Daviesia dielsii ingår i släktet Daviesia, och familjen ärtväxter. Inga underarter finns listade i Catalogue of Life.